# Clifton-upon-Dunsmore
Pour les articles homonymes, voir Clifton.
Clifton-upon-Dunsmore est un village et une paroisse civile du Warwickshire, en Angleterre. Administrativement, il dépend du borough de Rugby.
Il est situé à la périphérie nord-est de Rugby, à environ 3,2 km du centre-ville de Rugby. La population de la paroisse lors du recensement de 2011 était de 1 304 habitants, passant à 2 991 au recensement de 2021. Clifton est compté comme faisant partie de l'unité urbaine de Rugby, mais est considéré comme distinct de la ville. La paroisse comprend également le nouveau développement de Houlton au sud du vieux village, ce qui pourrait expliquer la forte augmentation de la population depuis 2011.

## Situation
Clifton a la particularité d'être le village le plus à l'est du Warwickshire (et de toute la région des West Midlands). Le village est situé sur une colline assez pentue, qui, à son point culminant, s'élève à 400 pieds (120 m) au-dessus du niveau de la mer. L' Oxford canal passe au pied de la colline, au sud-ouest. Au nord du village se trouve la rivière Avon,. À environ 1,9 km au nord-est de Clifton se trouve Dow Bridge, où la route A5 (Watling Street) traverse la rivière Avon et où les comtés de Warwickshire, Northamptonshire et Leicestershire se rencontrent, formant un tripoint.

## Histoire
Les environs de Clifton ont été colonisés à l'époque romaine ; à environ deux kilomètres et demi au nord de Clifton se trouve l'ancienne ville romaine de Tripontium. La zone autour de Clifton a été suggérée comme emplacement possible de la défaite de Boudica. Le nom du village dérive probablement de « Cliffe » en vieil anglais signifiant sol rocheux, et « Dunsmore » au sommet d'une colline.
À l'époque d'Édouard le Confesseur, Clifton était entre les mains d'Alwyn, le shérif de Warwick qui céda ses terres de Clifton au Prieuré de Coventry ; dont les moines étaient probablement responsables de la construction d'une église dédiée à Sainte-Marie dans le village, qui, à l'époque du Domesday Book, était l'église mère de la plus petite entité de Rugby. Cette église n'existe plus. L'actuelle remonte au 13ème siècle, avec des ajouts ultérieurs, y compris la tour qui a été ajoutée au 16ème siècle en remplacement d'une flèche qui s'était effondrée lors d'une tempête,. L'église est désormais classée au grade II.
L'ancienne paroisse de Clifton comprenait les hameaux voisins de Brownsover et Newton ; le premier fait désormais partie de Rugby et le second est désormais une paroisse civile distincte. Au sud-est du village et au sein de la paroisse se trouvait l'ancienne station de radio de Rugby, qui a fonctionné entre 1926 et 2007, et qui est aujourd'hui un grand lotissement appelé Houlton.
Le village était autrefois desservi par la gare de Clifton Mill sur l'ancien chemin de fer de Rugby and Stamford. La gare a ouvert ses portes en 1864 et a été fermée en 1953, et la ligne en 1966.
Dans le village se trouvait autrefois l'hippodrome de Rugby, utilisé pour les courses de chevaux de 1862 à 1936. Le National Hunt steeple, qui fait maintenant partie du Cheltenham Festival, a eu lieu ici en 1862,.

## Économie
Au centre du village se trouvent de petits commerces, l'église Sainte Marie (dont les registres remontent à 1594) et le pub Bull Inn qui était à l'origine une ferme et, selon une plaque sur l'entrée, a été construit en 1598. C'est devenu un pub en 1825. Il y avait des chambres pour les voyageurs et des écuries pour leurs chevaux, dont certaines traces subsistent encore. Il y avait autrefois un second pub, le Red Lion, qui a été converti en cottages et en Townsend Memorial Hall à la fin du 19e siècle.
Une partie du North Oxford canal traverse également les limites du village. Le canal a été ouvert en 1790, mais au cours des années 1800, sa longueur a été réduite de 22.5 kilomètres, le redressant ainsi pour devenir la partie la plus navigable du système de canaux du Royaume-Uni. Une partie de l'ancien trajet est ensuite tombée en ruine, jusqu'à sa réouverture en 2016/2017 par Clifton Wharf, où se trouve une flotte de location. Clifton Cruisers opère depuis le site de Clifton Wharf depuis le début des années 1970 et dispose désormais d'un café-bar, The Canal Lounge at Bridge 66. À Houlton, The Barn est un centre communautaire/salle des fêtes qui organise des cours et des activités et peut être utilisé pour des fêtes ou des événements. Le Tuning Fork est un restaurant.

## Éducation
Le village possède une école primaire qui fonctionne de manière continue depuis 1850. Houlton a une école primaire nommée St Gabriel's. Les élèves du secondaire fréquentent les écoles de Rugby ou de Houlton School qui ont ouvert leurs portes en 2021.

## Personnalités liées à la commune
- Thomas Carte (1686-1754) historien anglais
- Richard Lindon (1816-1887) Travailleur du cuir, a contribué au développement du ballon de rugby moderne.

## Galerie

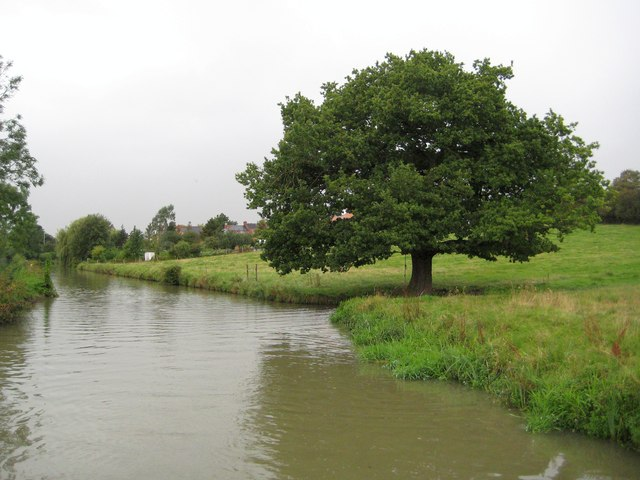
Oxford canal.
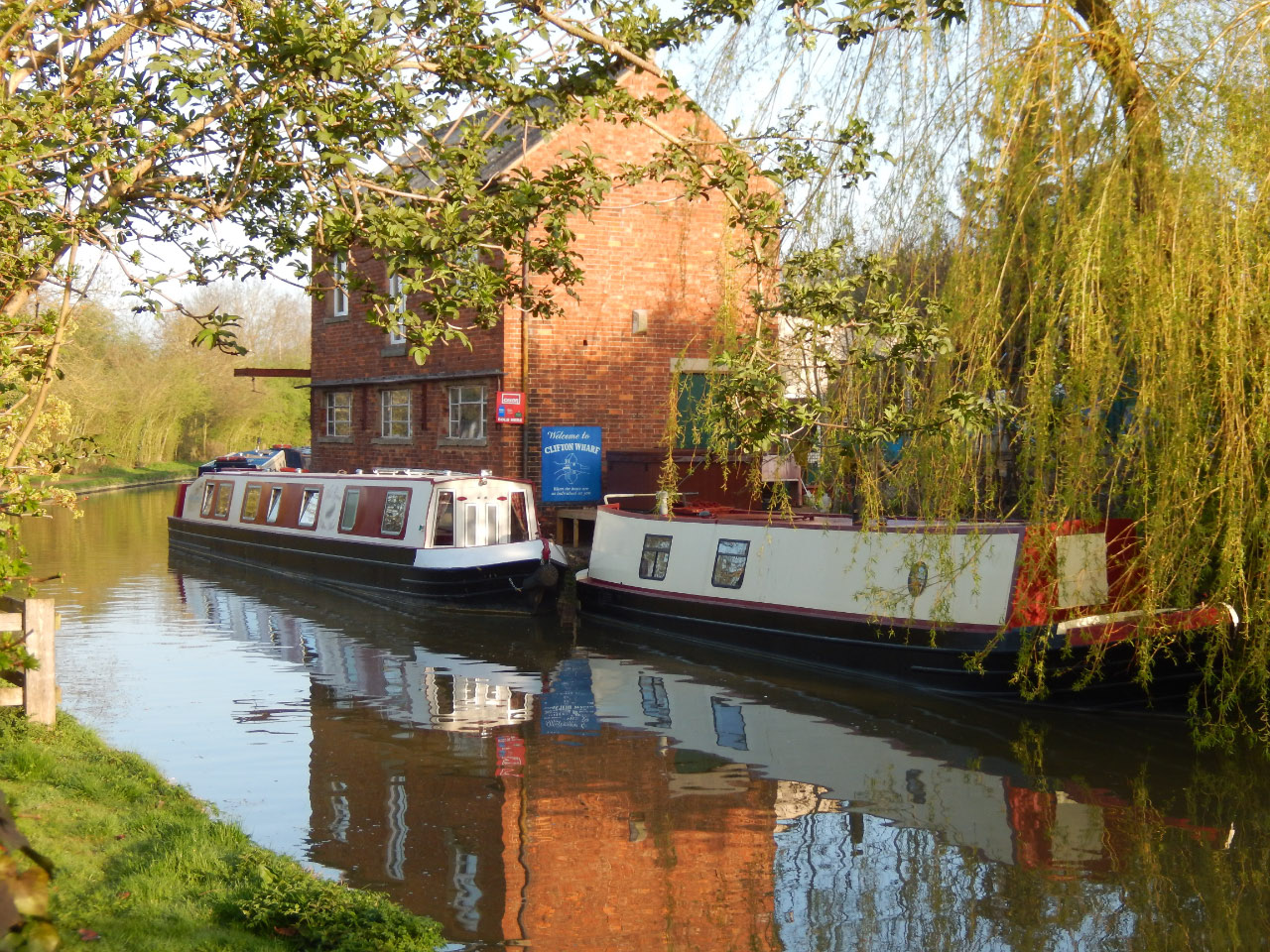
Oxford canal.
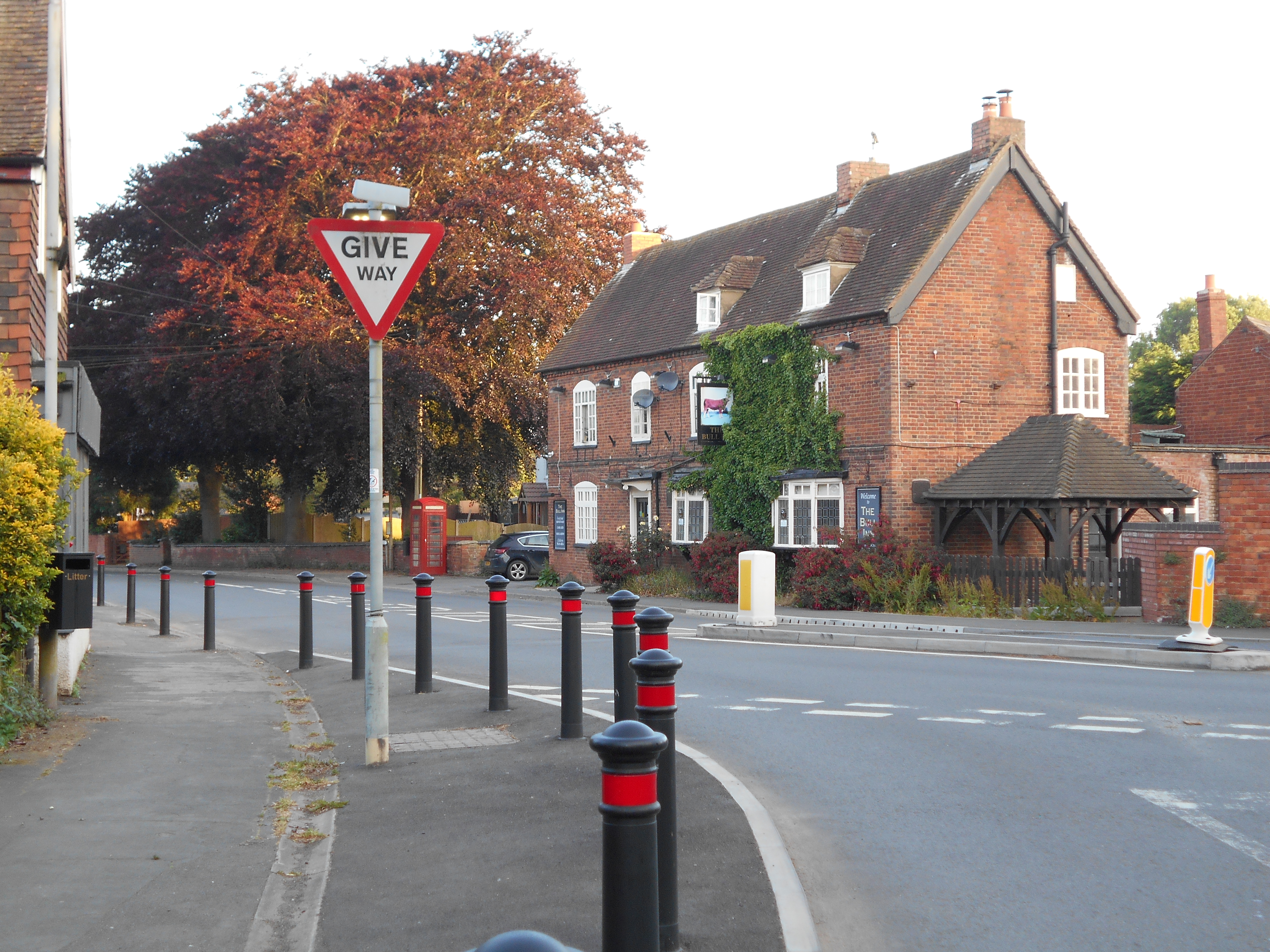
Bull inn.